# مهدی‌آباد ۱ (سیرجان)
مهدی‌آباد ۱ یک روستا در ایران است که در دهستان شریف‌آباد (سیرجان) واقع شده‌است. مهدی‌آباد ۱ ۶۹ نفر جمعیت دارد.